# Stenospermation benavidesae
Stenospermation benavidesae är en kallaväxtart som beskrevs av Thomas Bernard Croat. Stenospermation benavidesae ingår i släktet Stenospermation och familjen kallaväxter. Inga underarter finns listade.